# Calligonum caput-medusae
Calligonum caput-medusae är en slideväxtart som beskrevs av Alexander Gustav von Schrenk. Calligonum caput-medusae ingår i släktet Calligonum och familjen slideväxter. Inga underarter finns listade i Catalogue of Life.